# Csientang
A Csientang (Qiantang) folyó (kínaiul 钱塘江) Kína Csöcsiang (Zhejiang) tartományának legnagyobb folyója. Az Anhuj (Anhui) tartománybeli Huang-san (Huang-shan) hegynél ered, majd keresztülfolyik Anhuj (Anhui) és Csöcsiang (Zhejiang) tartományon. A folyó korábbi nevei Csöcsiang (Zhejiang) (浙江, illetve 折江) és Csecsiang (Zhijiang) (之江). Legkorábban a San-haj-csing (Shanhaijing) említi, mely a Jüe (Yue) kultúra legfontosabb földrajzi forrásainak egyike. A folyó hossza 688 kilométer, vízgyűjtő területe 55.600 km², éves vízhozama 44,25 milliárd köbméter. Torkalatának árapályereje elviekben 4,72 milliárd watt energiát tárol. Itt alakul ki rendszeresen a világ legnagyobb torlóár-jelensége.
A folyó Sanghaj és Ningpo (Ningbo) között, Hangcsou (Hangzhou) városnál ömlik a Kelet-kínai-tengerbe.